# Costantino Balbi
Costantino Balbi (Genova, 12 settembre 1676 – Genova, 1741) fu il 154º doge della Repubblica di Genova e re di Corsica.

## Biografia

### Primi anni

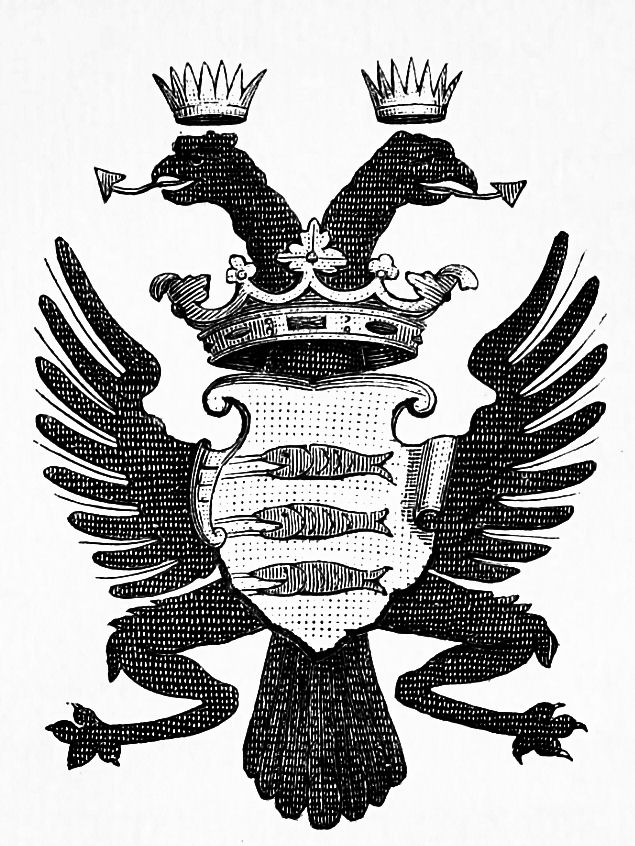
Stemma nobiliare dei Balbi

Fratello minore di Francesco Maria Balbi, doge di Genova nel biennio 1730-1732, nacque a Genova il 12 settembre 1676. Il suo primo incarico pubblico al servizio della Repubblica di Genova fu nel ruolo di ambasciatore presso Milano, intorno al 1705, e alla corte imperiale a Vienna dove la sua presenza è attestata tra il 1706 e il 1710. Qui Costantino Balbi trattò per il definitivo acquisto da parte dei Genovesi del porto del Finale, pratica che venne però gestita e conclusa dal suo successore, l'ambasciatore Nicolò Spinola, e dagli altri rappresentanti genovesi: un tal Doria a Milano e Gian Battista Sorba all'Aia. Più ardua fu una successiva trattativa, nel 1709, a Costantinopoli al fine di ottenere una base di sbocco e scambi di merce e prodotti; anche in questo caso fu il successore in terra turca Vincenzo Castelli a ristabilire l'antico accordo commerciale.
Fece quindi ritorno a Genova dove fu incaricato alla Provvisione dei navigli (1717), salvo poi ripartire alla volta della capitale austriaca quale ambasciatore genovese sino al 1720. Da Vienna si trasferì, con la medesima carica di rappresentanza, presso la Santa Sede a Roma in un momento difficile per i rapporti tesi tra la Curia e Genova dopo l'ospitalità genovese concessa al cardinale Giulio Alberoni a seguito dell'esilio imposto dal Regno di Spagna. Se pressoché nullo fu un accordo con il pontefice Clemente XI, che anzi condannò la Repubblica per il gesto e minacciando, a mo' di ritorsione, il pignoramento dei "frutti dei Monti" spettanti ai genovesi se non avessero consegnato il cardinale, una maggiore flessibilità diplomatica tra le parti fu trovata con il successore Innocenzo XIII. Ritornato a Genova nell'autunno del 1721, lo stesso ambasciatore Balbi riferì all'aula del Minor Consiglio della Repubblica delle trattative romane e consigliando agli stessi membri pure una parallela soluzione con la corte di Spagna di Filippo V. Nonostante l'accrescere di una linea minoritaria al netto rifiuto, guidata da Alessandro Grimaldi in virtù di un precedente diniego da parte della corona spagnola, che non volle ricevere l'inviato speciale Francesco Maria Balbi (fratello di Costantino), prevalse tuttavia la scelta di un nuovo dialogo con il regno iberico che venne portato a conclusione anche grazie alla mediazione del duca di Parma Francesco Farnese.
Tra il 1721 e il 1732 ricoprì altre cariche pubbliche: capo della giunta di giurisdizione, responsabile della Provvisione dei navigli, inquisitore di Stato, supremo sindacatore ed infine procuratore della Repubblica.

### Il dogato e gli ultimi anni
Il 7 febbraio 1738 (o l'11 febbraio secondo altre fonti) fu eletto dal Gran Consiglio nuovo doge della Repubblica: la centonovesima in successione biennale e la centocinquantaquattresima nella storia repubblicana. In qualità di doge fu investito anche della correlata carica biennale di re di Corsica.
E proprio la ribellione della colonia corsa scandì il suo dogato, così come per i suoi predecessori, che nonostante la caduta del proclamato e indipendente Regno di Corsica - guidato dal tedesco Theodor Stephan von Neuhoff - ancora creava disordini e scontri in tutta l'isola. L'arrivo di un primo contingente dalla Francia, al comando del conte di Boisseaux, richiesto dallo stesso Senato genovese, non servì a reprimere i dissidi dei Corsi verso Genova: un trattato di pace, sottoscritto dal doge Costantino Balbi e dal Senato da una parte, e dai sovrani di Francia e Inghilterra dall'altra, fu nettamente rifiutato dagli rappresentanti della Corsica.
Tutto ciò convinse il doge Balbi, nonostante la risaputa preferenza personale per un'intesa pacifica con i Corsi, a chiedere nuovi contingenti francesi che al comando del marchese di Maillebois riuscirono a riconquistare pure quelle zone ancora controllate dai seguaci dell'ex sovrano Theodor Stephan von Neuhoff. Nello stesso 1739, per suo esplicito ordine, si optò per la Corsica l'adattamento di una linea di regime meno dura rispetto alle precedenti disposizioni, in pratica seguendo quel tracciato diplomatico voluto da Gerolamo Veneroso (doge di Genova prima e commissario generale sull'isola poi) e da Domenico Maria Spinola che fu nominato nuovo commissario (1740).
Cessata la carica dogale il 7 febbraio 1740 e ritiratosi a vita privata, morì a Genova nel corso del 1741 dove trovò sepoltura all'interno della chiesa dei Santi Gerolamo e Francesco Saverio.